# Lithobius electus
Lithobius electus är en mångfotingart som beskrevs av Filippo Silvestri 1935. Lithobius electus ingår i släktet Lithobius och familjen stenkrypare.

## Underarter
Arten delas in i följande underarter:
- L. e. imminuta
- L. e. electus
- L. e. secessa
- L. e. tangens